# JIVE (ユニット)
JIVE（ジャイブ、Jive）は、日本の4人組コーラス・グループ。1984年、Victor Invitationよりメジャー・デビュー。

## 来歴
1979年10月、宮下文一と前田克美を中心に大学サークルの後輩の高橋誠、内海秀和で結成。駒澤大学軽音楽部フォークソング研究会出身のコーラスグループ。同大学には同年代に大澤誉志幸、平賀マリカがいる。
1984年10月21日、 アルバム「FIRST LETTER」、シングル「破れたフォトグラフ」でデビュー（伊藤銀次プロデュース）。
1985年4月よりNHK「ザッツミュージック」にレギュラー出演。数々のゲストミュージシャンと共演する。4月17～19日、フランク・シナトラのオープニングアクト（日本武道館、香港公演）。11月、2ndアルバム「KLAXON」発表。
1987年4月、3rdアルバム「COOKIN'」発表。
1988年11月、4thアルバム「ONE FOR YOU」発表（BMGビクター移籍第1弾）。
1989年1月、シングル「YOU'RE MY ANGEL」発売、ハウス・カリー・ザ・ホットCMソング。6月、5thアルバム「SHOCK-A-LOCK-A-BOOM」発表。
1990年7月、6thアルバム「PUMP IT UP」発表。
1991年7月、シングル「君の世界へ ? Take Me To a LIVELY WORLD」発売・大成建設イメージソング、CMに使用。11月、7thアルバム「Precious Love」発表（パイオニアLDC移籍第1弾）。
1993年3月に高橋誠が脱退。7月、高尾直樹をサポート･メンバーに迎える。11月、シングル「TOGETHER 地球（ほし）のハート」発売・「ウイットブレッド世界一周ヨットレース」テーマ曲。
1995年、宮下文一、前田克美が片山恵理とコーラス・ユニット"B-Wish"を結成。アルバム「Power of Love」、2ndシングル「10年後の私」・週間地球TVエンディングテーマをリリース。
2000年9月に鮎川麻弥が正式加入。
2001年4月、8thアルバム「A Cappella」発売（キングレコード移籍第1弾）。
2004年1月、宮下文一が中島みゆき「夜会」に参加。11月、デビュー20周年記念ライブを六本木"スイートベイジル139"にて開催。
2013年、ゴスペラーズのアルバム『ハモ騒動〜The Gospellers Covers〜』にてJIVEの楽曲「Heartbeats」（詞:小西康陽／曲:内海秀和）をカバー。
2014年9月、デビュー30周年ライブ。村上てつや、黒沢薫と「Heartbeats」を一緒に唄う。
これまでに7枚のオリジナル・アルバムをリリース。CMソングの歌唱も多く、関わった作品は400作以上。東日本大震災後、宮城県や福島県、岩手県の小学校を毎年訪ね、子供達を元気づけるため校歌をコーラスにアレンジして歌う。
2021年6月、1stアルバム「FIRST LETTER」が、ビクターエンタテインメント「マスターピース・コレクション～ CITY POP名作選」17タイトルの一つとして発売される。

## メンバー
- 宮下 文一（みやした ふみかず、1957年3月21日[7] - ）長野県飯田市出身。長野県阿智高等学校、1979年駒澤大学文学部社会学科卒業。担当は作曲、コーラスアレンジ。A型。牡羊座。好きなモノは酒、園芸。愛称「文さん（ぶんさん）」。
  - 1998年に中島みゆきの音楽劇「夜会」に初参加して以来、ツアーなどのコーラスとして参加。中島が作詞作曲したTOKIOの「宙船（そらふね）」をツアーで歌ったのが評判となり、ソロのファンが広がる。2007年頃から吉田拓郎のツアーやレコーディングに参加。ボイストレーナーも務める。「ポップコーラスができる本」（ヤマハ音楽振興会）を刊行[8]。
- 前田 克美 （まえだ かつみ、1956年 - ）熊本県出身。1979年駒澤大学経済学部経済学科卒業。担当は作詞、MC。宮下、片山恵理とコーラスユニット"B-Wish"を結成。A型。射手座。好きなものは料理、ゴルフ、野球。
- 内海 秀和（うつみ ひでかず、1958年2月2日 - ）長野県木曽郡日義村出身。長野県木曽高等学校、1980年駒澤大学文学部地理学科卒業。担当は作曲。A型。水瓶座。好きなものはワイン、アキバ巡り。ボイストレーナーとしても25年以上活躍。
- 鮎川 麻弥（あゆかわ まみ、1961年3月29日 - ）2000年に加入[9]。

### 元メンバー
- 高橋 誠 （たかはし まこと、1958年 - ）駒澤大学出身。担当は作詞・作曲。1993年に脱退[10]。

## ディスコグラフィ

### アルバム
以下（作詞者／作曲者）。全コーラスアレンジ： 宮下文一。

#### 1st「FIRST LETTER」(1984年10月21日)
2021年6月23日、ビクター「マスターピース・コレクション～ CITY POP名作選」として再販。
1. 破れたphotograph（秋元康／杉真理）
2. スターダスト メモリー（小泉長一郎／岸正之）
3. 愛の魔法（森雪之丞／百田忠生）
4. キャデラック（高橋誠）
5. Smile Again（前田克美／竹内まりや）
6. シノーラ（高橋誠）
7. ' In The Rain（バディ堀井／松尾清憲）
8. 悲しい噂（夢野よう太／岸正之）
9. Kissin' In The Mood（夢野よう太／伊藤銀次）
10. Last Night（高橋誠）

#### 2nd「KLAXON」(1985年11月)
1. The Proof Of The Pudding Is In The Eating（芹沢類／高橋誠）
2. シルクのチャイナドレス（高橋誠）
3. 雨の天使（高橋誠）
4. 熱い瞳のマジック（高橋誠）
5. Foggy Rain（田口俊／宮下文一）
6. SCENE（高橋誠、宮下文一／宮下文一）
7. 涙のドライブイン シアター（高橋誠）
8. Frothy Story（小林武史、森玲衣／内海秀和、小林武史）
9. DANCE AGAIN（高橋誠）
10. 3:30AM（前田克美）
11. スローモーション ランナー（小林武史、内海秀和）

#### 3rd「COOKIN」(1987年4月)
1. DISNEY GIRLS（BRUCE JONSTON／訳詞:来生えつこ）
2. 白いドレスにこぼれた嫉妬（三浦徳子／羽場仁志）
3. Smoky（来生えつこ／村井邦彦）
4. 口唇は花びら（浅野裕子／かまやつひろし）
5. 街角の想い（三浦徳子／タケカワユキヒデ）
6. 狂った果実（石原慎太郎／佐藤勝）
7. Birhtday（真沙木唯／オズニー・メロ）
8. SEX APPEAL（高橋誠、高平哲郎／高橋誠）
9. カーラジオから流れるグレン・ミラー（高橋誠、高平哲郎／宮下文一、高橋誠）
10. MOOD INDIGO（デューク・エリントン/ALBANY BIGARD/IRING MILS/訳詞:高平哲郎）

#### 4th「ONE FOR YOU」(1988年11月)
1. ONE FOR ME(CHURCH)（Jimmy Weaver、Melvin Carter／宮下文一）
2. MY GIRL,MY GIRL（松尾由紀夫／高橋誠）
3. LIP STICK（吉元由美／高橋誠）
4. LONELY HEARTS（松尾由紀夫／宮下文一）
5. STAY（Ralph McCarthy／内海秀和）
6. EVERYTIME I THINK OF YOU（吉元由美／高橋誠）
7. KISS ME IN THE DARK（門谷憲二／高橋誠）
8. さよならを抱きしめて（水野有平／景家正雄、景家淳）
9. THE JOKER（吉元由美／景家正雄、景家淳）
10. ONE FOR ME(STREET)（Jimmy Weaver、Melvin Carter／宮下文一）

#### 5th「SHOCK-A-LOCK-A-BOOM」(1989年6月)
1. NOISE OF THE CITY I -PIESES FROIDES II（Erik Satie）
2. MAKE UP YOUR MIND（Curtis Anthony Nolen、Phyllis Durant／訳詞:前田克美）
3. JUST LIKE A MAGIC（門谷憲二／高橋誠）
4. McLeod 訳詞:水野有平）
5. YOU'RE MY ANGEL（松尾由紀夫、Ralph McCarthy／景家正雄、景家淳）
6. ドギマギするほど抱きしめて（門谷憲二／高橋研）
7. DAY DREAM-PICTORIAL（松尾由紀夫／内海秀和）
8. HOT VIBRATION（松尾由紀夫／佐藤準）
9. ONLY YOU（Marilyn McLeod、Darryl K.Roberts／訳詞:山川啓介）
10. I DON'T CARE (WHAT YOUR MAMA TOLD YOU)（高橋誠、Ralph McCarthy／高橋誠）
11. NOISE OF THE CITY II -HONEY BEE（Ralph McCarthy／宮下文一）

#### 6th「PUMP IT UP」(1990年7月)
1. No Taxi Tonight（サエキけんぞう／高橋誠）
2. Neah!!（サエキけんぞう／高橋誠）
3. Why So Serious（サエキけんぞう／内海秀和）
4. Take Me To The Power（エキけんぞう／宮下文一）
5. Forever Fresh（Steve Birch、Preston Glass 日本語詞:サエキけんぞう）
6. Baby(You Drive Me Crazy)（Jimmy Weaver／宮下文一）
7. Angel Dust（小西康陽／内海秀和）
8. Love Acid #9（小西康陽／高橋誠）
9. Another World（サエキけんぞう／森村献）
10. Heartbeats（小西康陽／内海秀和）

#### 7th「Precious Love」(1991年11月)
1. Precious Love（前田克美／内海秀和）
2. 時よ（吉田美奈子）
3. Half a Love（Teddy Randazzo、Victoria Pike、Iran Koster）
4. That's The Way Of The World（Maurice White、Charles Stepney、Verdine White）
5. B with U（高橋誠）
6. It's Too Late（高橋誠/内海秀和）
7. Oh Girl（Eugene Record/ 日本語詞:前田克美）
8. Sir Duke（Stevie Wonder）
9. 君の世界へ～Take me to a LIVELY WORLD（小野塚昭三郎、補作詞:柳川英巳／大沢誉志幸）
10. Forevermore（ビーンズ豆田／斉藤文雄）

#### 8th「A Cappella」(2001年4月)
1. CHANGE THE WORLD（Tommy Sims、Gordon kennedy、Wayne Kirkpatrick）
2. I NEED TO BE IN LOVE（Richard Carpenter、John Bettis、Albert Hammond）
3. SUMMER TIME（G.&I、Gershwin）
4. LOVE（Bert Kaempfert、Milt Gabler）
5. OVER JOYED（Stevie Wondor）
6. FLY ME TO THE MOON（Bart Howard）
7. ANYWHERE IS（Roma Ryan、Enya）
8. ARIA FROM SUITE NO.3（J.S.Bach）
9. VOLARE（Domenico Modugno、Franco Migliacci）
10. EVERY BREATH YOU TAKE（Sting）
11. AMAZING GRACE（Trad）

### シングル
1. 「破れたフォトグラフ」（1984年10月21日）
2. 「YOU'RE MY ANGEL」（1989年1月）ハウス・カリー・ザ・ホットCMソング
3. 「君の世界へ～Take Me To a LIVELY WORLD」(1991年7月）大成建設イメージ・CMソング
4. 「TOGETHER ～地球 (ほし)のハート」（1993年11月）「ウイットブレッド世界一周ヨットレース」テーマ曲
5. 「オンリー・ウェイ・トゥ・ヘヴン」（1997年4月）

### CMソングなど
CMの歌唱が多く、関わった作品は自動車や缶コーヒーなど400作以上ある。

## 出演

### テレビ
- 「ザッツミュージック」（1985年、NHK総合） - レギュラー
- 「森田一義アワー 笑っていいとも!（1987年、フジテレビ） - レギュラー
- 「金曜気分で!」（1988年、TBS） - レギュラー